# Gatteville-le-Phare
 Gatteville-le-Phare  là một xã thuộc tỉnh Manche trong vùng Normandie tây bắc nước Pháp. Xã này nằm ở khu vực có độ cao trung bình 0-36 mét trên mực nước biển.